# Leichtathletik-Europameisterschaften 1986/Hammerwurf der Männer

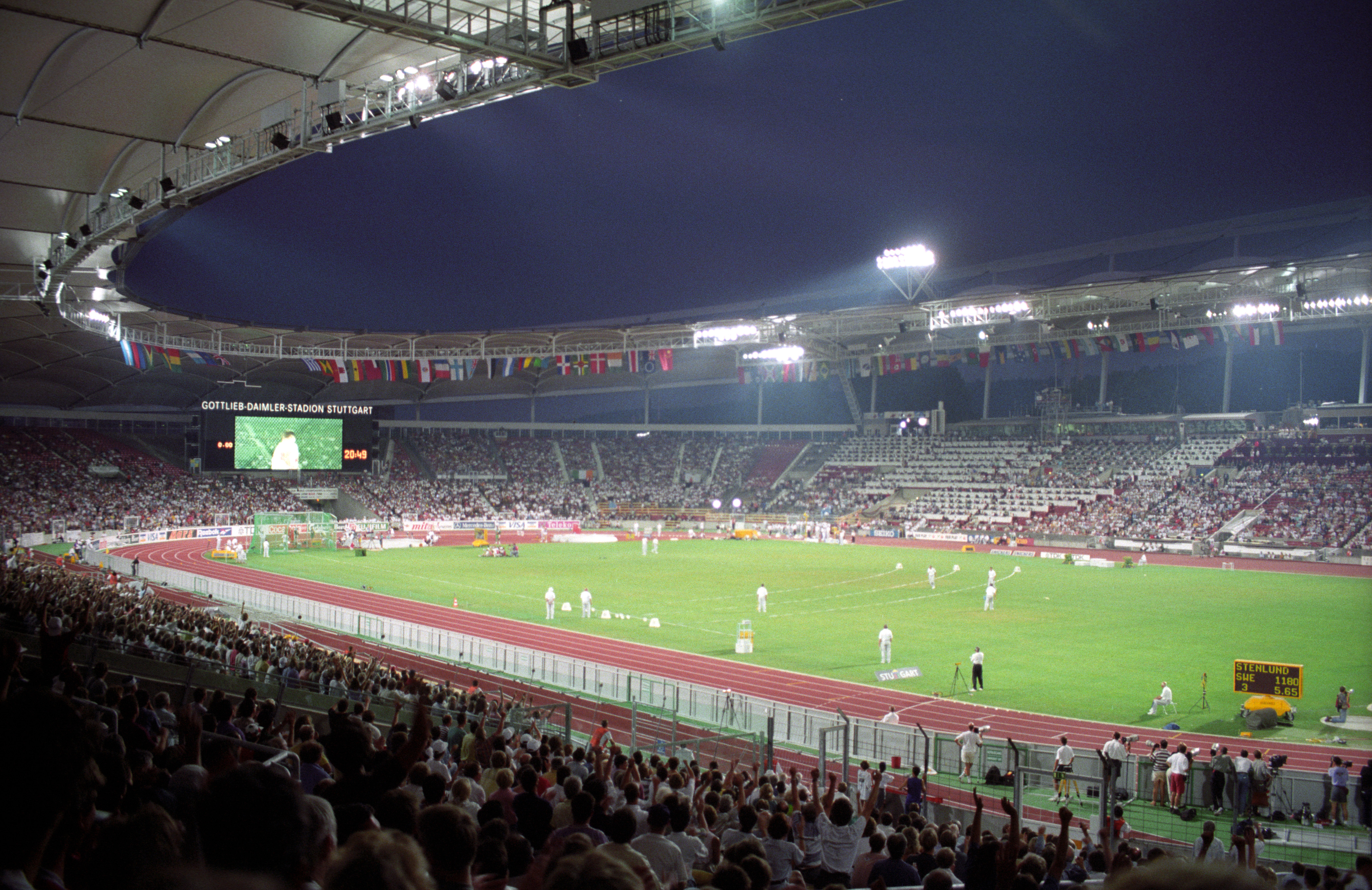
Das Stuttgarter Neckarstadion (heute MHPArena) bei den Leichtathletik-Weltmeisterschaften 1993

Der Hammerwurf der Männer bei den Leichtathletik-Europameisterschaften 1986 wurde am 29. und 30. August 1986 im Stuttgarter Neckarstadion ausgetragen.
In diesem Wettbewerb gab es einen Dreifacherfolg für die sowjetischen Hammerwerfer. Europameister wurde der Titelverteidiger und Vizeweltmeister von 1983 Jurij Sjedych. Bei seinem Sieg verbesserte er seinen eigenen Weltrekord auf 86,74 m. Rang zwei belegte der amtierende Weltmeister und EM-Dritte von 1982 Sergei Litwinow. Bronze ging an den EM-Zweiten von 1982 Igor Nikulin.

## Rekorde

### Bestehende Rekorde
| Weltrekord           | 86,66 m | Jurij Sedych | Tallinn, Sowjetunion (heute Estland) | 22. Juni 1986      |
| Europarekord         | 86,66 m | Jurij Sedych | Tallinn, Sowjetunion (heute Estland) | 22. Juni 1986      |
| Meisterschaftsrekord | 81,66 m | Jurij Sedych | EM Athen, Griechenland               | 10. September 1982 |

### Rekordverbesserungen
Der bestehende EM-Rekord wurde zweimal verbessert. Die letzte Steigerung stellte gleichzeitig einen neuen Weltrekord dar.
- Meisterschaftsrekorde:
  - 82,90 m – Jurij Sedych (Sowjetunion), Qualifikation am 29. August
  - 86,74 m – Jurij Sedych (Sowjetunion), Finale am 30. August
- Weltrekord:
  - 86,74 m – Jurij Sedych (Sowjetunion), Finale am 30. August

## Legende
Kurze Übersicht zur Bedeutung der Symbolik – so üblicherweise auch in sonstigen Veröffentlichungen verwendet:
| WR | Weltrekord         |
| CR | Championshiprekord |

## Qualifikation
29. August 1986
21 Wettbewerber traten in zwei Gruppen zur Qualifikationsrunde an. Zehn von ihnen (hellblau unterlegt) übertrafen die Qualifikationsweite für den direkten Finaleinzug von 76,00 m. Damit war die Mindestzahl von zwölf Finalteilnehmern nicht erreicht. Das Finalfeld wurde mit den beiden nächstplatzierten Sportlern (hellgrün unterlegt) auf zwölf Werfer aufgefüllt. So reichten für die Finalteilnahme schließlich 75,46 m.

### Gruppe A
| Platz | Name             | Nation         | Weite (m) |
| ----- | ---------------- | -------------- | --------- |
| 1     | Igor Nikulin     | Sowjetunion    | 77,54     |
| 2     | Johann Lindner   | Österreich     | 77,48     |
| 3     | Christoph Sahner | BR Deutschland | 77,32     |
| 4     | Harri Huhtala    | Finnland       | 77,04     |
| 5     | Ralf Haber       | DDR            | 76,84     |
| 6     | Sergei Litwinow  | Sowjetunion    | 76,34     |
| 7     | Tore Gustafsson  | Schweden       | 75,78     |
| 8     | Matthias Moder   | DDR            | 75,46     |
| 9     | Michael Beierl   | Österreich     | 75,38     |
| 10    | Iwan Tanew       | Bulgarien      | 75,02     |
| 11    | Kjell Bystedt    | Schweden       | 68,32     |

### Gruppe B
| Platz | Name             | Nation         | Weite (m) |
| ----- | ---------------- | -------------- | --------- |
| 1     | Jurij Sjedych    | Sowjetunion    | 82,90 CR  |
| 2     | Johann Lindner   | Österreich     | 77,48     |
| 3     | Klaus Ploghaus   | BR Deutschland | 77,30     |
| 4     | Gunther Rodehau  | DDR            | 77,12     |
| 5     | Jörg Schaefer    | BR Deutschland | 76,24     |
| 6     | Emanuil Dulgerow | Bulgarien      | 73,80     |
| 7     | Dave Smith       | Großbritannien | 73,58     |
| 8     | Henryk Królak    | Polen          | 71,76     |
| 9     | Juha Tiainen     | Finnland       | 71,16     |
| 10    | Walter Ciofani   | Frankreich     | 70,84     |
| 11    | Raúl Jimeno      | Spanien        | 65,62     |

## Finale

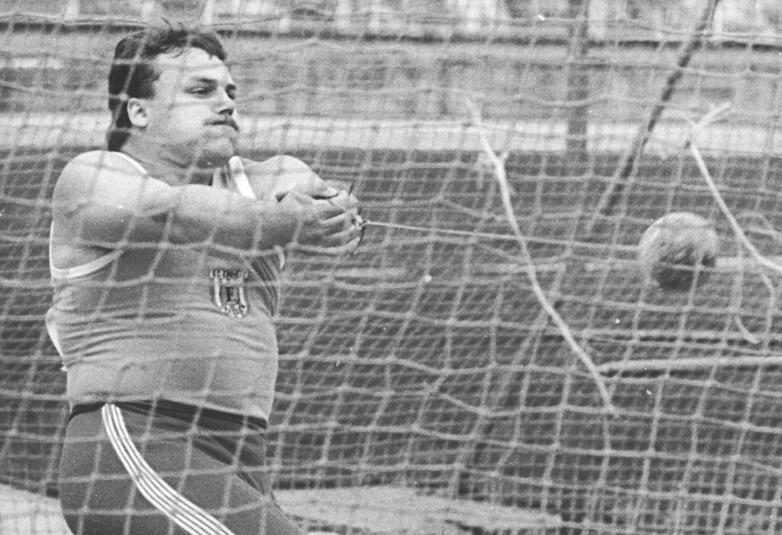
Gunther Rodehau belegte Rang vier
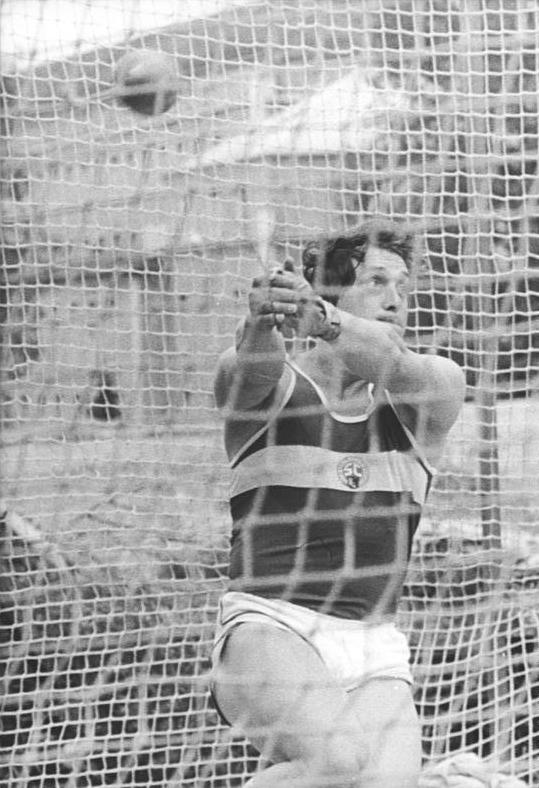
Ralf Haber erreichte Platz sechs – ein Jahr später gewann er WM-Bronze

30. August 1986, 16:30 Uhr
| Platz | Name             | Nation         | Weite (m) |
| ----- | ---------------- | -------------- | --------- |
| 1     | Jurij Sjedych    | Sowjetunion    | 86,74 WR  |
| 2     | Sergei Litwinow  | Sowjetunion    | 85,74     |
| 3     | Igor Nikulin     | Sowjetunion    | 82,00     |
| 4     | Gunther Rodehau  | DDR            | 79,84     |
| 5     | Jörg Schaefer    | BR Deutschland | 79,68     |
| 6     | Ralf Haber       | DDR            | 78,74     |
| 7     | Matthias Moder   | DDR            | 78,70     |
| 8     | Christoph Sahner | BR Deutschland | 77,12     |
| 9     | Klaus Ploghaus   | BR Deutschland | 75,36     |
| 10    | Harri Huhtala    | Finnland       | 74,94     |
| 11    | Johann Lindner   | Österreich     | 74,32     |
| 12    | Tore Gustafsson  | Schweden       | 69,94     |

## Videolink
- European Championships - Men's Hammer Final, www.youtube.com, abgerufen am 15. Dezember 2022
- Hammer Throw World Record Yuri Sedych 1986 European Champs, www.youtube.com, abgerufen am 15. Dezember 2022
- Igor Nikulin (USSR) 1986 European Championships hammer throw (4 ATTEMPTS), www.youtube.com, abgerufen am 15. Dezember 2022
- 1986 European Championships Men's hammer throw, www.youtube.com, abgerufen am 15. Dezember 2022